# 2013年ワールドグランドチャンピオンズカップ
2013年ワールドグランドチャンピオンズカップ（英語: FIVB World Grand Champions Cup 2013）は、4年に1度開催される国際バレーボール連盟主催のバレーボールの国際大会「ワールドグランドチャンピオンズカップ」である（第6回大会）。通称グラチャン2013。
女子は11月12日 - 17日（14日は移動日で休み）。男子は11月19日 - 24日（21日は移動日で休み）。共に日本での開催。

## 試合形式
シングル・ラウンド−ロビン・システム（1回戦総当たりのリーグ戦）。男女合計30試合（1日3試合）。
順位決定方法に関しては、「勝ち点（3-2-1ポイント制）」「セット率」「得点率」の順で判断される。
開催国の日本戦は、10日間の全日程において最終試合となっている。
組合せ抽選
まだ出場する全チームが確定していない（大陸選手権の日程の関係）2013年9月24日、汐留・日テレホールにて組合せ抽選会が行われた。その際、開催国の日本は指名試合を2つ指定できるシステム。
女子の眞鍋政義監督は、17日（大会最終日）「日本×ブラジル」、13日（翌日が休みとなる第2日）「ロシア×ワイルドカードチーム」を指定した。2つとも自国の試合を指名するのが一般的だが、他国同士の試合を選ぶことでアメリカかタイに絞るためだったという。
男子は19日（初日）「日本×北中米代表」、24日（最終戦）「日本×アジア代表」を指名試合で決定した。その後、10月17日、全競技日程が決定した。
| アベック出場 4か国               | (上)女子のみ / (下)男子のみ | 大陸の備考                  |
| -------------------------------- | --------------------------- | --------------------------- |
| 日本0 ブラジル · ロシア アメリカ | タイ ドミニカ共和国         | アジア2、北中米2、アフリカ0 |
| 日本0 ブラジル · ロシア アメリカ | イラン イタリア             | アジア2、00欧州2、アフリカ0 |

なお、今大会の大陸出場枠（4枠＝本年の各大陸選手権の優勝国）の選定は、前年のロンドン五輪の最終順位（その上位4大陸が該当）で判断された。

## 大会概要
| 主催    | 国際バレーボール連盟（FIVB） |
| 共催    | ワールドグランドチャンピオンズカップ2013組織委員会、日本バレーボール協会（JVA）、日本テレビ放送網（NTV）、読売新聞社、報知新聞社、讀賣テレビ放送（YTV）、中京テレビ放送（CTV）                                          |
| 主管    | ワールドグランドチャンピオンズカップ2013実行委員会、愛知県バレーボール協会、東京都バレーボール協会、京都府バレーボール協会                                                                                              |
| 後援00  | 文部科学省、日本体育協会、日本オリンピック委員会 |
| 協賛    | - 女子 - 財宝※、久光製薬# - 男子 - ジャパネットたかた※、Surface（日本マイクロソフト）# ※＝日本のユニフォームの胸広告（女「財宝」 男「ジャパネット」） #＝日本のユニフォームの両肩広告（女「サロンパス」 男「Surface」） |
| LED看板 | - 女子 - 財宝、久光製薬、ジャパネットたかた、MIKASA、森永乳業、LION - 男子 - ジャパネットたかた、Surface、MIKASA、Roots ALOMA BLACK                                                                                     |

## 大会結果
女子大会
女子東京大会4日目11/16（土）の第3試合「日本×ドミニカ」戦。第3セット終盤の20:44頃、千葉県北西部を震源とする推定M5.4の地震が発生。テレビ中継で実況アナが伝えたように会場も揺れたというが、選手は気づかずにプレーは続行された（日本が24-25で相手にセットポイントを許した頃）。
この試合で日本が勝ったことで、日本のメダル（3位以内）が確定した（なおブラジルも同日の第2試合で勝利しメダル確定していた）。
最終日のブラジル戦は金メダルか銀メダルをかけて臨んだ試合だったが、日本は第1セットこそ粘ったものの、徐々に、ブラジルの力が発揮されストレート負け。当日の第1試合でアメリカが勝ち点3での勝利だったので、惜しくも 銅メダルに終わった（眞鍋政義監督によると「最終日に勝てば世界一」という試合は優勝した1977年W杯以来ではないかという）。 なお、最終順位の1-3位は、ロンドン五輪と同じ結果となった。
女子はやはりブラジルが圧倒的な強さを見せつけた、日本はほとんどの選手が入れ替わったり江畑の故障の影響は多少はあったが、新しい攻撃の(MB1)がうまく機能しメダルに届いた。
あと、成績は振るわなかったが、アジア王者のタイが、ロシアを破りアメリカをフルセットまで追い込む試合で勝ち点4を取った。
男子大会
男子大会は混戦状態で、メダルは最終日までもつれた、 金メダルはブラジル、 銀メダルはロシア、 銅メダルはイタリアと決まった。
全日本男子は、すべての試合で世界の力に圧倒され、最終日を待たずに最下位が確定。イラン戦もストレート負けで、この大会は勝ち点なしの全敗で終えた。ゲーリー・サトウ監督にとっては世界4大大会の初采配で、チームのコミュニケーション・自主性を大事にしたが、初戦のアメリカ戦の1セットを奪っただけで、他の試合はすべてストレート負けを喫し全然歯が立たず全敗という成績で、ほろ苦い結果となった。
この大会は上位4チームとアジア王者と開催国の日本の6チームで争ったが、その中でも、3勝を果たしたイランの戦いが目立った大会だった。勝利数では3位のイランがメダルに届かなかった理由は、近年のバレーボール大会では「勝利数」ではなく「勝ち点（勝点）」が優先されるためである。
- イタリア - 2勝とも勝点3の試合となったので勝点3×2。敗戦（3試合）はすべてフルセット負けだったので勝点1×3。6＋3＝「計 勝点9」。

- イラン - 3勝のうちフルセット勝利が2勝で勝点2×2。4＋3＝7。敗戦（2試合）はどちらもフルセットにはならず勝点0×2。7＋0＝「計 勝点7」。

## 会場一覧
女子の前半2日間
- 名古屋大会／ 日本ガイシホール （名古屋市南区）

男子の前半2日間
- 京都大会／ 京都府立体育館 （京都市北区）

男女ともに後半3日間
- 東京大会／ 東京体育館 （東京都渋谷区）

## 女子

### 出場国（女子）
| チーム         | 出場権         | 出場確定日   | 監督                               | WR | 五輪 |
| -------------- | -------------- | ------------ | ---------------------------------- | -- | ---- |
| 日本           | 開催国         | 開催国決定時 | 眞鍋政義                           | 03 | 3    |
| ロシア         | 欧州選手権     |              | ユーリ・マリチェフ                 | 06 | 5位  |
| タイ           | アジア選手権   |              | キャテポン・ラッチャタギャングライ | 12 | -    |
| ブラジル       | 南米選手権     |              | ジョゼ・ギマラエス                 | 01 | 1    |
| アメリカ合衆国 | 北中米選手権   |              | カーチ・キライ                     | 02 | 2    |
| ドミニカ共和国 | ワイルドカード | 4大陸決定後  | マルコス・クビエク                 | 08 | 5位  |

- WR（FIVBランキング）は、大会前の最新となる10月7日発表のもの[17]。

### 試合結果（女子）
| 順位 | チーム         | 試合 | 試合 | 試合 | セット   | セット   | セット   | 得点   | 得点   | 得点   |
| 順位 | チーム         | 勝点 | 勝数 | 敗数 | 得セット | 失セット | セット率 | 得点計 | 失点計 | 得点率 |
| 1    | ブラジル       | 15   | 5    | 0    | 15       | 2        | 7.500    | 421    | 342    | 1.231  |
| 2    | アメリカ合衆国 | 10   | 4    | 1    | 12       | 9        | 1.333    | 464    | 449    | 1.033  |
| 3    | 日本           | 9    | 3    | 2    | 10       | 7        | 1.429    | 403    | 393    | 1.025  |
| 4    | ロシア         | 4    | 1    | 4    | 8        | 13       | 0.615    | 465    | 470    | 0.989  |
| 5    | タイ           | 4    | 1    | 4    | 5        | 13       | 0.385    | 391    | 421    | 0.929  |
| 6    | ドミニカ共和国 | 3    | 1    | 4    | 6        | 12       | 0.500    | 367    | 436    | 0.842  |

試合開始時間は予定。

#### 名古屋大会
- 日本ガイシホール

| 日程    | 開始  |                | 結果 |                 | 1set  | 2set  | 3set  | 4set  | 5set | 総得点 | R |
| ------- | ----- | -------------- | ---- | --------------- | ----- | ----- | ----- | ----- | ---- | ------ | - |
| 12 (火) | 12.00 | タイ           | 0-3  | ドミニカ共和国● | 23-25 | 21-25 | 23-25 |       |      | 67-75  |   |
|         | 15.30 | アメリカ合衆国 | 0-3  | ブラジル●       | 24-26 | 24-26 | 20-25 |       |      | 68-77  |   |
|         | 19.00 | ●日本          | 3-1  | ロシア          | 25-20 | 26-28 | 25-16 | 26-24 |      | 102-88 |   |
| 13 (水) | 12.00 | ●ブラジル      | 3-0  | タイ            | 25-18 | 25-17 | 25-17 |       |      | 75-52  |   |
|         | 16.00 | ●ロシア        | 3-1  | ドミニカ共和国  | 25-14 | 22-25 | 25-23 | 25-15 |      | 97-77  |   |
|         | 19.00 | 日本           | 1-3  | アメリカ合衆国● | 19-25 | 19-25 | 25-19 | 21-25 |      | 84-94  |   |

#### 東京大会（女子）
- 東京体育館

| 日程    | 開始  |                 | 結果 |                 | 1set  | 2set  | 3set  | 4set  | 5set  | 総得点  | R |
| ------- | ----- | --------------- | ---- | --------------- | ----- | ----- | ----- | ----- | ----- | ------- | - |
| 15 (金) | 12.00 | ドミニカ共和国  | 1-3  | ブラジル●       | 20-25 | 15-25 | 25-22 | 19-25 |       | 79-97   |   |
|         | 16.00 | ●アメリカ合衆国 | 3-2  | ロシア          | 16-25 | 25-22 | 25-19 | 24-26 | 15-13 | 105-105 |   |
|         | 19.00 | タイ            | 0-3  | 日本●           | 20-25 | 27-29 | 22-25 |       |       | 69-79   |   |
| 16 (土) | 12.00 | ●アメリカ合衆国 | 3-2  | タイ            | 13-25 | 27-25 | 25-22 | 21-25 | 15-13 | 101-110 |   |
|         | 16.00 | ロシア          | 1-3  | ブラジル●       | 25-18 | 18-25 | 22-25 | 19-25 |       | 84-93   |   |
|         | 19.00 | ●日本           | 3-0  | ドミニカ共和国  | 25-17 | 25-19 | 29-27 |       |       | 79-63   |   |
| 17 (日) | 12.00 | ドミニカ共和国  | 1-3  | アメリカ合衆国● | 14-25 | 16-25 | 25-21 | 18-25 |       | 73-96   |   |
|         | 15.00 | ●タイ           | 3-1  | ロシア          | 18-25 | 25-22 | 25-21 | 25-23 |       | 93-91   |   |
|         | 18.00 | ●ブラジル       | 3-0  | 日本            | 29-27 | 25-14 | 25-18 |       |       | 79-59   |   |

### 最終結果（女子）
| 順位 | 国             |
| ---- | -------------- |
| 1    | ブラジル       |
| 2    | アメリカ合衆国 |
| 3    | 日本           |
| 4    | ロシア         |
| 5    | タイ           |
| 6    | ドミニカ共和国 |

### 個人賞（女子）
| 賞                   | No. | 選手                       | 記録                                          |
| -------------------- | --- | -------------------------- | --------------------------------------------- |
| MVP                  | 13  | ファビアナ・クラウジノ     | （スパイカー8位・スコアラー8位・サーバー5位） |
|                      |     |                            |                                               |
| ウィングスパイカー賞 | 16  | 迫田さおり                 | 42.74%                                        |
| ウィングスパイカー賞 | 06  | オヌマー・シッティラック   | 41.47%                                        |
| ベストオポジット賞   | 17  | アルタグラシア・マンブル   | 39.45%（スパイカー5位）                       |
| ミドルブロッカー賞   | 16  | ユリア・モロゾワ           | 0.90/セット                                   |
| ミドルブロッカー賞   | 05  | プルームジット・ティンカオ | 0.83/セット                                   |
| ベストセッター賞     | 02  | 中道瞳                     | 9.00/セット                                   |
| ベストリベロ賞       | 07  | 佐藤あり紗                 | 3.82/セット                                   |
|                      |     |                            |                                               |
| ベストスコアラー     | 06  | オヌマー・シッティラック   | 計100点                                       |
| ベストサーバー       | 03  | 木村沙織                   | 0.53/セット                                   |
| ベストレシーバー     | 10  | ウィラワン・アピヤポン     | 57.52%                                        |

## 男子

### 出場国（男子）
| チーム         | 出場権         | 出場確定日   | 監督                   | WR | 五輪 |
| -------------- | -------------- | ------------ | ---------------------- | -- | ---- |
| 日本           | 開催国         | 開催国決定時 | ゲーリー・サトウ       | 17 | -    |
| ロシア         | 欧州選手権     |              | アンドレイ・ボロンコフ | 02 | 1    |
| イラン         | アジア選手権   |              | フリオ・ベラスコ       | 12 | -    |
| ブラジル       | 南米選手権     |              | ベルナルド・レゼンデ   | 01 | 2    |
| アメリカ合衆国 | 北中米選手権   |              | ジョン・スパロー       | 04 | 5位  |
| イタリア       | ワイルドカード | 4大陸決定後  | マウロ・ベルート       | 03 | 3    |

- WR（FIVBランキング）は、大会前の最新となる10月7日発表のもの[23]。

### 試合結果（男子）
| 順位 | チーム         | 試合 | 試合 | 試合 | セット   | セット   | セット   | 得点   | 得点   | 得点   |
| 順位 | チーム         | 勝点 | 勝数 | 敗数 | 得セット | 失セット | セット率 | 得点計 | 失点計 | 得点率 |
| 1    | ブラジル       | 12   | 4    | 1    | 14       | 6        | 2.333    | 461    | 428    | 1.077  |
| 2    | ロシア         | 11   | 4    | 1    | 13       | 5        | 2.600    | 432    | 380    | 1.137  |
| 3    | イタリア       | 9    | 2    | 3    | 12       | 10       | 1.200    | 498    | 477    | 1.044  |
| 4    | イラン         | 7    | 3    | 2    | 10       | 10       | 1.000    | 439    | 450    | 0.976  |
| 5    | アメリカ合衆国 | 6    | 2    | 3    | 8        | 12       | 0.667    | 466    | 460    | 1.013  |
| 6    | 日本           | 0    | 0    | 5    | 1        | 15       | 0.067    | 295    | 396    | 0.745  |

※3, 4位は勝敗ではなく勝ち点差での順位。
試合開始時間は予定。

#### 京都大会
- 京都府立体育館

| 日程    | 開始  |                 | 結果 |                | 1set  | 2set  | 3set  | 4set  | 5set  | 総得点  | R |
| ------- | ----- | --------------- | ---- | -------------- | ----- | ----- | ----- | ----- | ----- | ------- | - |
| 19 (火) | 12.00 | ●イタリア       | 3-1  | ロシア         | 28-26 | 25-20 | 19-25 | 27-25 |       | 99-96   |   |
|         | 16.00 | イラン          | 1-3  | ブラジル●      | 16-25 | 17-25 | 27-25 | 23-25 |       | 83-100  |   |
|         | 19.00 | ●アメリカ合衆国 | 3-1  | 日本           | 25-17 | 25-17 | 21-25 | 25-20 |       | 96-79   |   |
| 20 (水) | 12.00 | イタリア        | 2-3  | イラン●        | 24-26 | 25-16 | 23-25 | 25-23 | 12-15 | 109-105 |   |
|         | 16.00 | ●ブラジル       | 3-0  | アメリカ合衆国 | 31-29 | 25-23 | 25-23 |       |       | 81-75   |   |
|         | 19.00 | ●ロシア         | 3-0  | 日本           | 25-16 | 25-17 | 25-18 |       |       | 75-51   |   |

#### 東京大会（男子）
- 東京体育館

| 日程    | 開始  |                 | 結果 |                | 1set  | 2set  | 3set  | 4set  | 5set  | 総得点  | R |
| ------- | ----- | --------------- | ---- | -------------- | ----- | ----- | ----- | ----- | ----- | ------- | - |
| 22 (金) | 12.00 | ●アメリカ合衆国 | 3-2  | イタリア       | 25-21 | 20-25 | 22-25 | 28-26 | 15-13 | 110-110 |   |
|         | 16.00 | イラン          | 0-3  | ロシア●        | 23-25 | 23-25 | 19-25 |       |       | 65-75   |   |
|         | 19.00 | 日本            | 0-3  | ブラジル●      | 17-25 | 23-25 | 18-25 |       |       | 58-75   |   |
| 23 (土) | 12.00 | ●イラン         | 3-2  | アメリカ合衆国 | 28-26 | 19-25 | 19-25 | 27-25 | 18-16 | 111-117 |   |
|         | 16.00 | ●ロシア         | 3-2  | ブラジル       | 20-25 | 22-25 | 25-21 | 25-17 | 15-9  | 107-97  |   |
|         | 19.00 | ●イタリア       | 3-0  | 日本           | 25-16 | 25-21 | 25-21 |       |       | 75-58   |   |
| 24 (日) | 12.00 | ●ブラジル       | 3-2  | イタリア       | 25-22 | 25-22 | 23-25 | 20-25 | 15-11 | 108-105 |   |
|         | 15.00 | アメリカ合衆国  | 0-3  | ロシア●        | 27-29 | 22-25 | 19-25 |       |       | 68-79   |   |
|         | 18.00 | 日本            | 0-3  | イラン●        | 17-25 | 18-25 | 14-25 |       |       | 49-75   |   |

### 最終結果（男子）
| 順位 | 国             |
| ---- | -------------- |
| 1    | ブラジル       |
| 2    | ロシア         |
| 3    | イタリア       |
| 4    | イラン         |
| 5    | アメリカ合衆国 |
| 6    | 日本           |

### 個人賞（男子）
| 賞                   | No. | 選手                     | 記録                                                         |
| -------------------- | --- | ------------------------ | ------------------------------------------------------------ |
| MVP                  | 13  | ドミトリー・ムセルスキー | （スパイカー1位・ブロッカー6位・スコアラー5位・サーバー2位） |
|                      |     |                          |                                                              |
| ウィングスパイカー賞 | 10  | フィリッポ・ランザ       | 3位、51.67%                                                  |
| ウィングスパイカー賞 | 15  | ドミトリー・イリニフ     | 5位、48.45%（ブロッカー2位）                                 |
| ベストオポジット賞   | 04  | バラセ・デソウザ         | 4位、49.06%                                                  |
| ミドルブロッカー賞   | 17  | マックスウェル・ホルト   | 1位、0.85/セット                                             |
| ミドルブロッカー賞   | 15  | エマヌエーレ・ビラレッリ | 3位、0.77/セット                                             |
| ベストセッター賞     | 01  | ブルーノ・レゼンデ       |                                                              |
| ベストリベロ賞       | 08  | ファルハド・ザリフ       | 5位、1.70/セット                                             |
|                      |     |                          |                                                              |
| ベストスコアラー     | 01  | マシュー・アンダーソン   | 計104点                                                      |
| ベストサーバー       | 03  | アバリコフ               | 0.44/セット                                                  |
| ベストレシーバー     | 05  | ファルバット・ガエミ     | 54.33%                                                       |

## テレビ中継等
この大会の試合映像は、世界88の国・地域で放送される（なお、実際のテレビ中継では「92の国・地域」と伝えられた）。
- 応援スペシャルサポーター - イモトアヤコ（前回2009年大会に続き2度目[28]）
  - 年齢と同じ「27」番の全日本女子の赤ユニフォーム、全日本男子の黒ユニフォーム（どちらも最新のデザインのものだが胸・肩の広告は無し）を着用し、試合会場での 日本戦地上波生中継放送・関連番組に出演[注 5]。

- テーマソング - 倖田來未[29]「Dreaming Now!」[30]

地上波
日本テレビ系が従来どおり放送。 日本戦全10試合を生中継。
放送時間は19:00 - 20:54（最大延長21:54）で、男女とも最終日（日曜日）のみ18:00 - 19:55（最大延長20:55）。
女子大会の平均視聴率は ブラジル戦（17日・最終戦）14.5%、 ドミニカ共和国戦（16日・日本がメダル確定）12.9%、 タイ戦（15日・日本がメダルに王手）13.9%、を記録した（ビデオリサーチ調べ、関東地区・世帯・リアルタイム）。
- 「ラインズマンCAM」（プロ野球中継のDramatic Game 1844で言う審判カメラをバレーボール中継に持ち込んだ特別版）の導入
  - 線審4名のうちサイドラインの後方・延長線上に位置する2名が、左側頭部に小型カメラをヘッドギアバンドで固定して装着。より近くで且つ、迫力のある映像を展開した。

- 「ツイートアタック！FOR NIPPON」というTwitterとの連動
  - 25文字以内の全日本チーム・選手への応援メッセージを、日本テレビのグラチャン公式サイトやTwitter上で募集。選ばれたものは、アカウント名と共に紹介された。
試合会場のコート周りに3方向4枚設置された横長型のLED看板（女子大会は赤背景、男子大会は黒背景にそれぞれ白い文字で、試合プレー中ではなく試合前・タイムアウト時・セット間など）に表示されたり、中継番組のデータ放送画面にてスクロール表示された。
また、公式サイトでは「本日のベストツイート」も数個ずつ挙げられた。

- スタッフ - 西川宏一（演出）、酒井基成（プロデューサー）、松原正典（チーフプロデューサー）
- 応援席MC - 上重聡と、水卜麻美または徳島えりか

| [ 39 ] | 解説     | ゲスト解説 | ベンチサイド | 実況     |
| ------ | -------- | ---------- | ------------ | -------- |
|        | 川合俊一 | 竹下佳江   | 大林素子     | 町田浩徳 |
|        | 川合俊一 | 大山加奈   | 大林素子     | 森圭介   |
|        | 柳本晶一 | 吉原知子   | 大林素子     | 町田浩徳 |
|        | 大林素子 | 吉原知子   | 杉山祥子     | 森圭介   |
|        | 大林素子 | 竹下佳江   | 吉原知子     | 森圭介   |

| [ 39 ] | 解説     | ゲスト解説 | ベンチサイド | 実況       |
| ------ | -------- | ---------- | ------------ | ---------- |
|        | 植田辰哉 | 荻野正二   | 大林素子     | 町田浩徳   |
|        | 植田辰哉 | 荻野正二   | 大林素子     | 田中毅     |
|        | 川合俊一 | 加藤陽一   | 朝日健太郎   | 田中毅     |
|        | 川合俊一 | 山本隆弘   | 大林素子     | 平川健太郎 |
|        | 川合俊一 | 加藤陽一   | 大林素子     | 町田浩徳   |

- ゲスト解説＝テロップ・実況による紹介では単に解説　　ベンチサイド＝日本ベンチサイド解説

CS放送
日テレG+で男女全30試合を放送（ 日本戦は翌日午前に放送、最終日のみ深夜に放送）。
オンデマンド
日テレオンデマンド では、短いハイライト動画を提供。